# Michaela Bayerlová
Michaela Bayerlová (Repubblica Ceca, 4 dicembre 1998) è una tennista ceca.

## Carriera
Michaela Bayerlová ha vinto 5 titoli in singolare e 13 titoli in doppio nel circuito ITF in carriera. Il 7 novembre 2022 ha raggiunto il best ranking mondiale nel singolare, nr 348; il 14 novembre 2022 ha raggiunto il miglior piazzamento mondiale nel doppio, nr 210.
Ha giocato a tennis al college al Washington State University.

## Statistiche ITF

### Singolare

#### Vittorie (5)
| Torneo $100.000 (0) |
| Torneo $80.000 (0)  |
| Torneo $60.000 (0)  |
| Torneo $40.000 (0)  |
| Torneo $25.000 (0)  |
| Torneo $15.000 (5)  |

| N. | Data            | Torneo                             | Superficie  | Avversaria in finale | Punteggio     |
| 1. | 25 giugno 2017  | Future Alkmaar, Alkmaar            | Terra rossa | Laura Heinrichs      | 6–4, 6–2      |
| 2. | 1º ottobre 2018 | LTP Charleston, Charleston         | Terra verde | Montserrat González  | 2–6, 6–3, 6–3 |
| 3. | 10 giugno 2018  | Banja Luka Ladies Open, Banja Luka | Terra rossa | Satsuki Takamura     | 6-2, 6-1      |
| 4. | 28 luglio 2019  | Sandefjord Open, Sandefjord        | Terra rossa | Malene Helgø         | 5-7, 6-3, 6-3 |
| 5. | 8 agosto 2021   | Copenhagen Open, Frederiksberg     | Terra rossa | Nicole Khirin        | 6-1, 6-1      |

#### Sconfitte (5)
| Torneo $100.000 (0) |
| Torneo $80.000 (0)  |
| Torneo $60.000 (0)  |
| Torneo $40.000 (0)  |
| Torneo $25.000 (2)  |
| Torneo $15.000 (3)  |

| N. | Data              | Torneo                                    | Superficie  | Avversaria in finale | Punteggio   |
| 1. | 22 luglio 2018    | BNP Paribas Open BFC, Digione             | Cemento     | Katharine Fahey      | 6(3)-7, 4–6 |
| 2. | 30 settembre 2018 | The Shipyard Cup, Hilton Head Island      | Terra verde | Bianca Turati        | 6(0)-7, 2–6 |
| 3. | 6 giugno 2021     | Lyttos Beach ITF Pro Circuit, Heraklion   | Terra rossa | Dar'ja Astachova     | 3-6, 2-6    |
| 4. | 26 giugno 2022    | Swiss Tennis International Tour, Klosters | Terra rossa | Brenda Fruhvirtová   | 5-7, 5-7    |
| 5. | 24 dicembre 2022  | Eves Open, Tauranga                       | Cemento     | Katherine Sebov      | 0-6, 4-6    |

### Doppio

#### Vittorie (13)
| Torneo $100.000 (0) |
| Torneo $80.000 (0)  |
| Torneo $60.000 (2)  |
| Torneo $40.000 (1)  |
| Torneo $25.000 (2)  |
| Torneo $15.000 (8)  |

| N.  | Data             | Torneo                                                    | Superficie      | Compagno             | Avversari in finale                            | Punteggio              |
| 1.  | 15 giugno 2018   | Infond Open, Maribor                                      | Terra rossa     | Adrijana Lekaj       | Irina Ramialison Constance Sibille             | 7–6(2), 7–5            |
| 2.  | 29 giugno 2018   | Jablonec Women Open, Jablonec nad Nisou                   | Terra rossa     | Eva Marie Voracek    | Radka Bužková Aneta Laboutková                 | 7–5, 4–6, [13–11]      |
| 3.  | 21 novembre 2020 | Jolie Ville Golf Women's, Sharm el-Sheikh                 | Cemento         | Laetitia Pulchartová | Elina Avanesjan Iryna Šymanovič                | 6-4, 7-5               |
| 4.  | 12 giugno 2021   | Lyttos Beach ITF Pro Circuit, Heraklion                   | Terra rossa     | Jessie Aney          | Nicole Khirin Shavit Kimchi                    | 6–4, 6–4               |
| 5.  | 18 giugno 2022   | Carinthian Ladies Lakes Trophy, Pörtschach am Wörther See | Terra rossa     | Tina Cvetkovič       | Caijsa Hennemann Martyna Kubka                 | 6-3, 6-3               |
| 6.  | 29 ottobre 2022  | Tevlin Women's Challenger, Toronto                        | Cemento (i)     | Jang Su-jeong        | Elysia Bolton Jamie Loeb                       | 6-3, 6-2               |
| 7.  | 22 luglio 2023   | Tennis International Darmstadt, Darmstadt                 | Terra rossa     | Alana Parnaby        | Arina Gabriela Vasilescu Anastasija Zolotarëva | 7-5, 6-4               |
| 8.  | 26 aprile 2024   | Gran Canaria Women's TDC Series Pro, Telde                | Terra rossa     | Stéphanie Visscher   | Tilwith Di Girolami Sarah van Emst             | 6–4, 6–2               |
| 9.  | 4 agosto 2024    | Boso Ladies Open, Hechingen                               | Terra rossa     | Sofia Šapatava       | Anna Gabric Mia Mack                           | 6-2, 5-7, [10-6]       |
| 10. | 7 settembre 2024 | Kursumlijska Banja Women's, Kuršumlijska Banja            | Terra rossa     | Ștefania Bojică      | Zuzanna Pawlikowska Katerina Tsygourova        | 6-2, 6-2               |
| 11. | 22 marzo 2025    | Circuito Banco BRB, Vacaria                               | Terra rossa (i) | Miriana Tona         | Robin Anderson Alicia Herrero Liñana           | 6(4)-7, 7-6(5), [10-7] |
| 12. | 3 maggio 2025    | Kursumlijska Banja Women's, Kuršumlijska Banja            | Terra rossa     | Ștefania Bojică      | Chantal Sauvant Anja Stanković                 | 6-2, 6-3               |
| 13. | 28 giugno 2025   | Kursumlijska Banja Women's, Kuršumlijska Banja            | Terra rossa     | Denisa Hindová       | Draginja Vuković Milana Žabrailova             | 2-6, 7-6(3), [10-7]    |

#### Sconfitte (9)
| Torneo $100.000 (0) |
| Torneo $80.000 (0)  |
| Torneo $60.000 (2)  |
| Torneo $40.000 (0)  |
| Torneo $25.000 (5)  |
| Torneo $15.000 (2)  |

| N. | Data             | Torneo                                          | Superficie  | Compagno              | Avversari in finale                  | Punteggio           |
| 1. | 26 giugno 2021   | Regione Abruzzo ITF World Tennis Tour, L'Aquila | Terra rossa | Emily Seibold         | Tamara Čurović Natalia Siedliska     | 2–6, 3–6            |
| 2. | 9 luglio 2022    | Amstelveen Women's Open, Amstelveen             | Terra rossa | Aneta Laboutková      | Aliona Bolsova Guiomar Maristany     | 2-6, 2-6            |
| 3. | 27 agosto 2022   | Verbier Open, Verbier                           | Terra rossa | Nicole Fossa Huergo   | Erina Hayashi Kanako Morisaki        | 2-6, 1-6            |
| 4. | 3 settembre 2022 | TCCB Open, Collonge-Bellerive                   | Terra rossa | Jacqueline Cabaj Awad | Jenny Dürst Weronika Falkowska       | 6(5)-7, 1-6         |
| 5. | 2 giugno 2023    | Carinthian Ladies Lake´s Trophy, Annenheim      | Terra rossa | Jenny Dürst           | Amarissa Kiara Tóth Anna Zjrjanova   | 4-6, 6-2, [8-10]    |
| 6. | 22 dicembre 2023 | Eves Open, Papamoa                              | Cemento     | Alana Parnaby         | Mio Mushika Hikaru Sato              | 4-6, 7-5, [8-10]    |
| 7. | 25 maggio 2024   | Kursumlijska Banja Women's, Kuršumlijska Banja  | Terra rossa | Lia Karatančeva       | Ksenija Laskutova Radka Zelníčková   | 7-5, 6(3)-7, [9-11] |
| 8. | 6 luglio 2024    | Kursumlijska Banja Women's, Kuršumlijska Banja  | Terra rossa | Jelena Cvijanovic     | Valentina Ivanov Lisa Zaar           | 4-6, 7-6(1), [8-10] |
| 9. | 25 gennaio 2025  | Buenos Aires Women's, Buenos Aires              | Terra rossa | Briana Szabó          | Victoria Rodríguez Ana Sofía Sánchez | 7-5, 2-6, [8-10]    |